# Ingeborg Gräßle
Ingeborg Gabriele „Inge“ Gräßle (* 2. März 1961 in Großkuchen) ist eine deutsche Politikerin (CDU) und seit September 2021 Mitglied des Deutschen Bundestages. Zuvor war sie von 2004 bis 2019 Europaabgeordnete für Baden-Württemberg in der Europäischen Volkspartei und von 1996 bis 2004 Mitglied des Landtags von Baden-Württemberg.

## Persönlicher Werdegang
Nach der Grundschule in Großkuchen besuchte Ingeborg Gräßle ab 1971 das Hellenstein-Gymnasium Heidenheim, das sie 1980 mit dem Abitur abschloss. Anschließend absolvierte sie ein zweijähriges Volontariat bei der Augsburger Allgemeinen Zeitung. Von 1982 bis 1984 war sie dort Redakteurin.
1984 begann sie ein Studium der romanischen Sprachen, Geschichte und Politikwissenschaft an der Universität Stuttgart und dem Institut d’études politiques de Paris, das sie 1989 als Magister artium abschloss. Im Jahr 1990 war sie Gruppenleiterin für Öffentlichkeitsarbeit im Konrad-Adenauer-Haus in Bonn. Zwischen 1991 und 1994 arbeitete sie an einer Dissertation über den Fernsehsender ARTE, mit der sie 1994 an der Freien Universität Berlin zur Dr. phil. (s. c. l.) promoviert wurde.
Gräßle ist römisch-katholischer Konfession und ledig.

## Politischer Werdegang
Ingeborg Gräßle ist 1976 der CDU beigetreten. Von 1995 bis 1996 war Gräßle Sprecherin der Stadt Rüsselsheim. Zwischen 1996 und 2004 war sie für den Landtagswahlkreis Heidenheim Mitglied des Landtags von Baden-Württemberg. Am 20. Juli 2004 legte sie ihr Landtagsmandat aufgrund ihrer Wahl ins Europäische Parlament bereits vor Ablauf der 13. Wahlperiode nieder. Für sie rückte Bernd Hitzler nach. Von 1999 bis 2015 war Gräßle Stellvertretende Landesvorsitzende der Frauenunion Baden-Württemberg und seit 2015 Landesvorsitzende. Seit 1999 ist sie Mitglied im Landesvorstand der CDU Baden-Württemberg. Seit 2001 ist sie Stellvertretende Bezirksvorsitzende der CDU Nordwürttemberg und Kreisvorsitzende der CDU Heidenheim.

### Europäisches Parlament
Von 2004 bis 2019 war Ingeborg Gräßle Mitglied des Europäischen Parlaments und war dort von 2007 bis 2014 Parlamentarische Geschäftsführerin der CDU/CSU-Gruppe, anschließend Vorsitzende des Haushaltskontrollausschusses, dessen Sprecherin der EVP-Fraktion sie zuvor war. Weiterhin war sie Mitglied im Haushaltsausschuss und Mitglied der Delegation für die Beziehungen zum Palästinensischen Legislativrat. Gräßle kandidierte bei der Europawahl 2019 erneut für das EU-Parlament und wurde von der CDU Baden-Württemberg auf Platz 5 der Landesliste platziert. Da die baden-württembergische CDU lediglich vier Sitze im Europäischen Parlament erhielt, verlor Gräßle nach 15 Jahren ihr Mandat.

### Deutscher Bundestag
Gräßle wurde 2020 für den Bundestagswahlkreis Backnang – Schwäbisch Gmünd nominiert und gewann dort Bundestagswahl 2021 mit 30,5 Prozent der Erststimmen das Direktmandat.
Gräßle wurde für die Bundestagswahl 2025 bereits im Juli 2024 in Lorch nahezu einstimmig von der CDU erneut als Direktkandidatin nach dem Bundestagswahlrecht von 2023 für den Wahlkreis aufgestellt. Sie wurde bei der Bundestagswahl am 23. Februar 2025 für den Wahlkreis gewählt. Im 21. Deutschen Bundestag ist sie Mitglied in folgenden Ausschüssen: 
- Ordentliches Mitglied im Rechnungsprüfungsausschuss sowie im Haushaltsausschuss.

- Stellvertretendes Mitglied im Ausschuss für Forschung, Technologie, Raumfahrt und Technikfolgenabschätzung

- Ordentliches Mitglied in der Parlamentarischen Versammlung des Europarates
- Ordentliches Mitglied in der Deutsch-Französischen Parlamentarischen Versammlung

## Auszeichnungen
- 2017: Bundesverdienstkreuz am Bande
- 2020: Verdienstorden des Landes Baden-Württemberg[8]

## Mitgliedschaften
Ingeborg Gräßle ist Mitglied der überparteilichen Europa-Union Deutschland, die sich für ein föderales Europa und den europäischen Einigungsprozess einsetzt.

## Veröffentlichungen
- Der Europäische Fernseh-Kulturkanal Arte. Deutsch-französische Medienpolitik zwischen europäischem Anspruch und nationaler Wirklichkeit. Campus, Frankfurt am Main / New York 1995, zugleich Dissertation an der Freien Universität Berlin, ISBN 3-593-35316-4.